# Rhodostrophia xesta
Rhodostrophia xesta là một loài bướm đêm trong họ Geometridae.